# Béla Hadik
Béla hrabě Hadik z Futaku (maďarsky Futaki gróf Hadik Béla Mátyás Antal, německy Adalbert Matthias Anton Graf Hadick von Futak) (27. září 1822 Humenné – 19. dubna 1885 Košice) byl uherský šlechtic a rakousko-uherský námořní důstojník. Od mládí sloužil u rakouského námořnictva a patřil k blízkým spolupracovníkům arcivévody Maxmiliána. V roce 1861 dosáhl hodnosti kontradmirála, krátce poté odešel do výslužby. Sňatkem získal značný majetek v Horních Uhrách (Zemplínská župa). Všichni jeho synové se uplatnili v různých sférách veřejného života Uherského království, nejstarší z nich Endre (1862–1931) přijal v roce 1887 alianční jméno Hadik-Barkóczy.

## Životopis

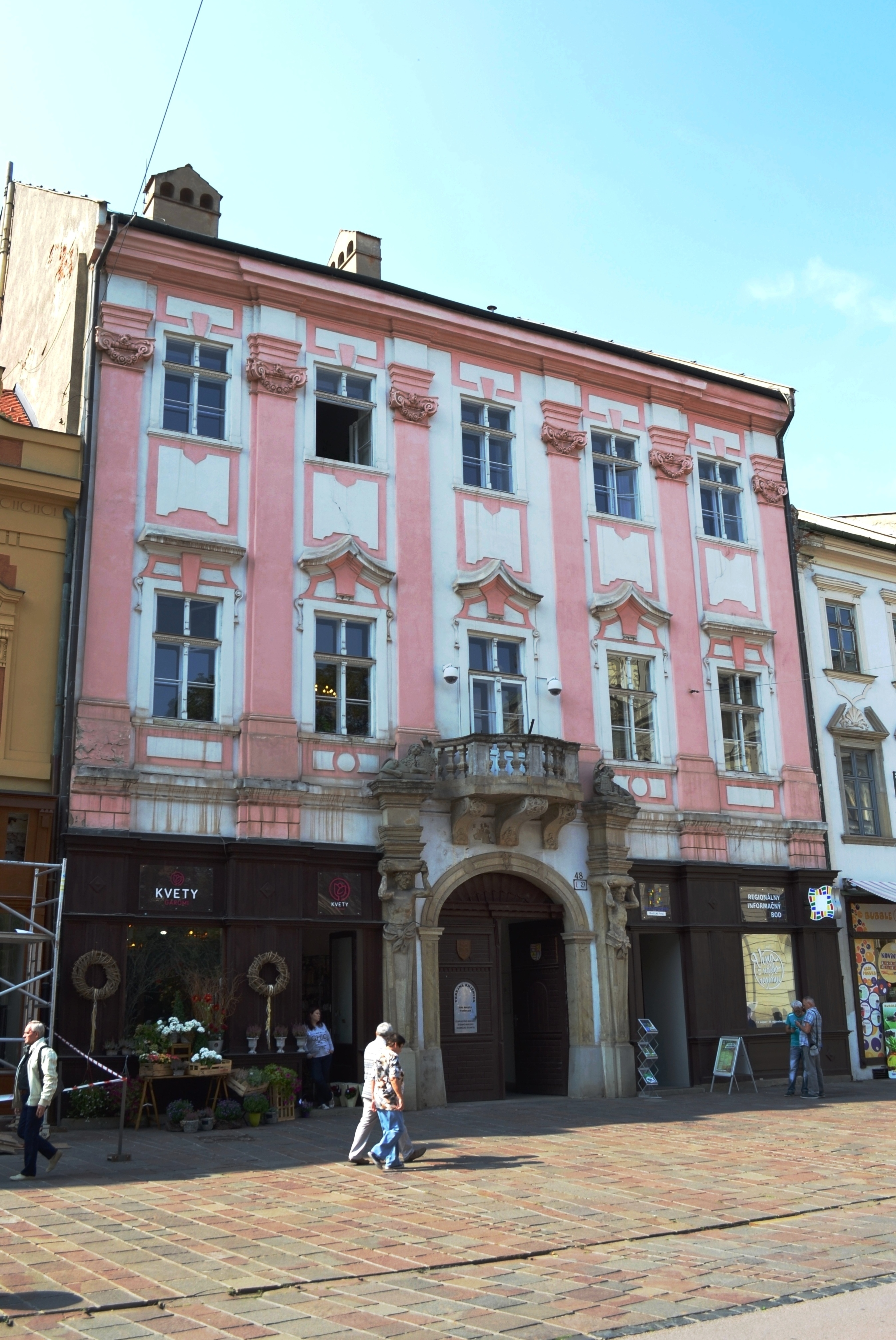
Palác Hadik-Barkóczy v Košicích

Pocházel ze šlechtického rodu Hadiků, byl pravnukem slavného vojevůdce 18. století maršála Andreje Hadika. Narodil se jako jediný syn důstojníka hraběte Adama Hadika (1784–1852) a jeho manželky Johanny, rozené hraběnky Dernathové (1798–1868). Původně byl předurčen ke službě v armádě a v letech 1833–1834 studoval na Tereziánské vojenské akademii ve Vídeňském Novém Městě, v roce 1834 přestoupil na námořní akademii v Benátkách a v roce 1840 vstoupil do císařského námořnictva. Sloužil jako důstojník na válečných i civilních lodích u břehů Itálie. V roce 1847 byl jmenován c. k. komořím, v té době byl již poručíkem a během revoluce v Itálii v roce 1848 padl do zajetí. V roce 1852 byl povýšen na kapitána a svou další kariéru spojil se službou u arcivévody Maxmiliána. Byl jeho pobočníkem a nejvyšším komořím, v roce 1860 byl jmenován c. k. tajným radou a krátce zastával funkci předsedy námořní rady. V roce 1861 dosáhl hodnosti kontradmirála. Mezitím se v roce 1860 oženil, nedlouho poté odešel do výslužby a věnoval se správě vyženěného majetku na Slovensku. 

## Rodina a majetek

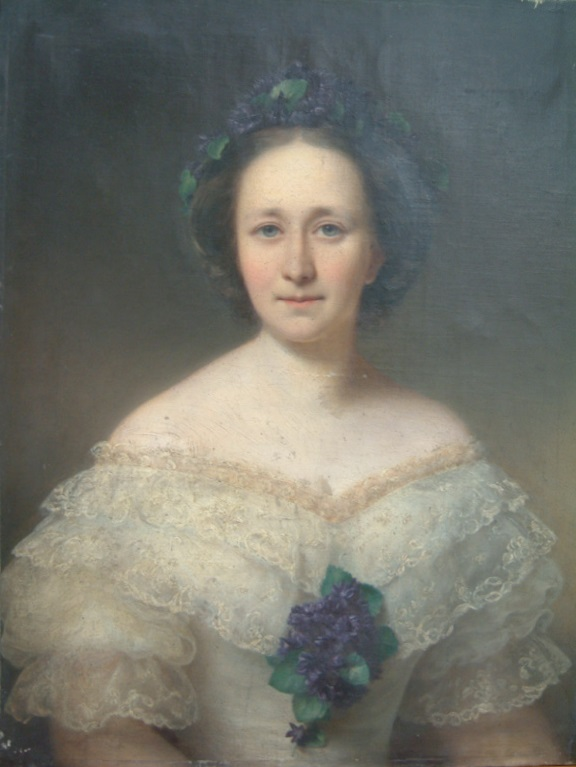
Ilona Hadiková, rozená Barkóczy (1833–1887)

V roce 1860 se ve Vídni oženil s hraběnkou Ilonou, rozenou Barkóczyovou (1833–1887), která byla dědičkou rozsáhlého majetku v Zemplínské župě. Jedním ze sídel byl dnes již neexistující zámek Pavlovce nad Uhom, kde se narodily všechny jejich děti. Součástí dědictví byl také palác Hadik-Barkóczy v Košicích. Béla navíc v roce 1879 koupil velkostatek Tornanádaska (župa Borsod-Abaúj-Zemplén), který sousedil s rodovým majetkem na východním Slovensku. Z manželství se narodilo sedm dětí: 
- 1. Endre (Andreas) (1862–1931), 1887 přijal jméno Hadik-Barkóczy, c. k. tajný rada, komoří, poslanec uherského sněmu, předseda Sněmovny magnátů 1917–1918, ∞ 1895 Klára hraběnka Zichyová (1875–1946), c. k. palácová dáma, dáma Řádu hvězdového kříže
- 2.  János (Johann) (1863–1933), c. k. tajný rada, poslanec uherského sněmu, uherský ministr výživy 1917–1918, uherský předseda vlády 1918, ∞ 1893 Alexandra hraběnka Zichyová (1873–1949), c. k. palácová dáma, dáma Řádu hvězdového kříže, dědička velkostatku Seregélyes
- 3. Sándor (Alexander) (1865–1911), poslanec uherského sněmu[11]
- 4. Ilma (Amálie) (1865–1941), c. k. palácová dáma, dáma Řádu hvězdového kříže, I. ∞ 1888 Vilmos hrabě Sztáray de Sztára (1858–1892), c. k. komoří, námořní poručík,[12], II. ∞ 1905 László hrabě Mailáth de Székhely (1862–1934), c. k. tajný rada, komoří, dědičný člen Sněmovny magnátů[13][14]
- 5. Miksa (Maximilian) (1868–1921), c. k. komoří, diplomat, rakousko-uherský vyslanec v Mexiku a ve Švédsku
- 6. Béla (Adalbert) (1870–1912), vrchní župan Zemplínské župy, ředitel Agrární a hypoteční banky v Budapešti[15][16]
- 7. Karolína (1873–1933)

Bélova mladší sestra Gizela (1825–1890) byla poprvé od roku 1842 manželkou barona Viléma Baillou, po rozvodu se v roce 1850 provdala za politika hraběte Rudolfa Stadiona (1808–1882). Měli spolu tři děti, ale i toto manželství skončlo rozvodem (1859).

## Tituly a ocenění
Jako příslušník šlechtické rodiny byl v roce 1847 jmenován c. k. komořím a ve funkci nejvyššího hofmistra arcivévody Maxmiliána obdržel v roce 1860 titul c. k. tajného rady s nárokem na oslovení Excelence. Během služby u námořnictva získal řadu vysokých vyznamenání v Rakousku i v zahraničí. Ve výčtu jeho ocenění od zahraničních panovníků převažuje dekáda padesátých let 19. století, kdy jako pobočník a nejvyšší hofmistr arcivévody Maxmiliána absolvoval řadu diplomatických cest. Mimo jiné byl nositelem dvou stupňů belgického Leopoldova řádu vzhledem k manželství arcivévody Maxmiliána s belgickou princeznou Charlottou.

### Rakousko
- Řád železné koruny III. třídy (1850)
- rytířský kříž Leopoldova řádu (1857)
- Řád železné koruny II. třídy (1861)
- Válečná medaile (1873)

### Zahraničí
- Řád sv. Stanislava III. třídy (1846, Rusko)
- Konstantinův řád svatého Jiří (1847, Království Obojí Sicílie)
- Řád slávy (1849, Tunisko)
- komandérský kříž Řádu Spasitele (1850, Řecko)
- komandérský kříž Řádu avizských rytířů (1850, Portugalsko)
- Řád červené orlice III. třídy (1852, Prusko)
- komandérský kříž Záslužného řádu bavorské koruny (1853, Bavorsko)
- komandérský kříž Řádu Albrechtova (1854, Sasko)
- komandérský kříž Leopoldova řádu (1855, Belgie)
- rytíř Nejvyššího řádu Kristova (1855, Papežský stát)
- komandér Řádu čestné legie (1856, Francie)
- rytíř Řádu dubové koruny (1856, Nizozemsko)
- komandérský kříž Ludvíkova řádu (1856, Hesensko)
- komandérský kříž Řádu Jindřicha Lva (1857, Brunšvicko)
- velkodůstojník Leopoldova řádu (1857, Belgie)
- Řád Guadalupe (1864, Mexiko)